# تولونگوینا
تولونگوینا (به لاتین: Tolongoina) یک منطقهٔ مسکونی در ماداگاسکار است که در ایکونگو واقع شده‌است. تولونگوینا ۱۷٬۰۰۰ نفر جمعیت دارد و ۴۳۶ متر بالاتر از سطح دریا واقع شده‌است.